# Aleksandr Golovànov
Aleksandr Evgenievitx Golovànov (1904-1975) va ser un pilot soviètic. El 1943 esdevingué Mariscal de la Força Aèria (el segon després d'Aleksandr Nóvikov, i el 19 d'agost de 1944 va ser promogut al rang de Cap Mariscal de la Força Aèria.
Fill d'un treballador de transport fluvial, va ingressar el 1919 a l'Exèrcit Roig, i membre del Partit Comunista des del 1929. El 1931 treballà al Comissariat dels Treballadors de la Indústria Pesant, aprenent a volar a un aero-club. Es graduà a l'Escola de Vol de Osoaviakhim el 1932, obtenint el títol de pilot. Entre 1933 i 1941 treballà a l'aviació civil. El 1938 és cap de la Flota Aèria Experimental. Participà en les Guerres Frontereres Soviètico-Japoneses de 1938-1939 (prenent part a la batalla de Khalkhin Gol) i a la Guerra Soviètico-Finesa de l'hivern de 1939-40 (a on obtingué la seva Orde de Lenin).
Des de l'inici de la Gran Guerra Patriòtica va ser comandant del 212è Regiment de l'Aire de Bombarders de Llarg Abast, sent nomenat posteriorment comandant d'una divisió de bombarders de llarg abast, subordinat a la Comandament Suprem. La divisió realitzà bombardeigs (amb la seva participació personal) en el curs de les operacions de Stalingrad, Kursk, Kharkov, així com ciutats enemigues com Berlín, Königsberg, Danzig, Ploiesti i d'altres. Des de febrer de 1943 va ser nomenat Comandant de la Força Aèria de Llarg Abast, transformada en el 18è Exèrcit de l'Aire el desembre de 1944. Les seves unitats van portar a terme diversos atacs aeris contra la rereguarda de l'Eix, donant suport a les forces terrestres a les operacions de Prússia Oriental, Viena o Berlín, així com als Partisans iugoslaus.
Després de la guerra, comandà l'aviació soviètica de llarg abast; el 1952 és nomenat Comandant del Cos Aerotransportat, i el 1953 passa a la reserva. També el 1953 ingressa com a diputat al Soviet Suprem.

## Condecoracions
- Orde de Lenin
- Orde de la Bandera Roja (3)
- Orde de Suvorov de 1a classe
- Orde de l'Estrella Roja
- Medalla de la victòria sobre Alemanya
- Medalla de la defensa de Leningrad
- Medalla de la defensa de Moscou
- Medalla de la defensa de Stalingrad
- Medalla per la Conquesta de Viena
- Medalla per la Conquesta de Königsberg
- Medalla per la Conquesta de Berlín
- Medalla del 20è Aniversari de l'Exèrcit Roig
- Medalla del 30è Aniversari de l'Exèrcit i l'Armada Soviètics